# Библиография на Стивън Ериксън
Това е списък на произведенията на американския писател на фентъзи и научна фантастика Стивън Ериксън, издадени на български и на английски до 2023 г.

## Книги от света на Малазан

### Малазанска книга на мъртвите (Malazan Book of the Fallen)
Стивън Ериксън и Иън К. Есълмонт първоначално създават света Малазан като фон за настолна ролева игра. Недоволни от липсата на качествени фентъзи филми за възрастни по онова време, те решават да напишат собствен филмов сценарий, използвайки своя опит в игрите и света, който са създали. Сценарият, озаглавен Лунните градини (Gardens of the Moon), е счетен за твърде рискован и не е успява да се продаде. Тъй като интересът към сценария изглежда е несъществуващ, Ериксън, с помощта на Есълмонт, го преработва във фантастичен роман, който завършва около 1991-92 г.
След почти десетилетие на отхвърляне в Англия, където по това време живее Ериксън, романът най-накрая е продаден на Transworld, подразделение на Random House. Издателят остава доволен от работата и иска да бъдат написани допълнителни книги от поредицата. Използвайки историята на малазанския свят, са създадени девет допълнителни романа. След публикуването на Лунните градини рецензиите се разпространяват в интернет и от Orion се опитват да примамят писателя извън Transworld. Transworld обаче запазва опцията за писане на допълнителни романи от поредицата и предлага 675 000 паунда за останалите девет книги от поредицата.
Въпреки че има много сюжетни линии, вплетени в цялата поредица, основната сюжетна линия се фокусира върху период от време, в който Малазанската империя е изправена пред съпротива срещу тяхното завладяване на света. Поредицата е завършена с публикуването на „Сакатият бог“ (The Crippled God), десетият роман от поредицата, през 2011 г.
Квалификацията на Ериксън като археолог и антрополог също оформя начина, по който той създава историята. Неговият подход е да използва възможно най-много перспективи и гледни точки по отношение на тълкуването на историята. Той също черпи вдъхновение от Илиада на Омир, където боговете постоянно се месят в делата на смъртните, добавяйки обрата, че не винаги се получава според плана на бога.
Към 2018 г. са продадени 3 милиона копия.
| Година на първо издаване | Заглавие в оригинал | Заглавие на български   | Издания на български                                                      | Бележки                                     |
| 1999                     | Gardens of the Moon | Лунните градини         | 2004 – Издателство: „Бард“. Превод: Валерий Русинов.                      | Преиздадена през 2021 г. ISBN 9789545840197 |
| 2000                     | Deadhouse Gates     | Дверите на скръбния дом | 2004 – Издателство: „Бард“. Превод: Валерий Русинов.                      | Преиздадена през 2021 г. ISBN 9789545840265 |
| 2001                     | Memories of Ice     | Спомени от лед          | 2005 – Издателство: „Бард“. Превод: Валерий Русинов.                      | Преиздадена през 2022 г. ISBN 9789545840357 |
| 2002                     | House of Chains     | Дом на вериги           | 2005 – Издателство: „Бард“. Превод: Валерий Русинов. (ISBN 954-585-638-6) | Преиздадена през 2022 г. ISBN 9789545840470 |
| 2004                     | Midnight Tides      | Среднощни приливи       | 2006 – Издателство: „Бард“. Превод: Валерий Русинов.                      | Преиздадена през 2023 г. ISBN 9789545840678 |
| 2006                     | The Bonehunters     | Ловци на кости          | 2007 – Издателство: „Бард“. Превод: Валерий Русинов. (ISBN 9545857928)    | Преиздадена през 2024 г.                    |
| 2007                     | Reaper's Gale       | Вихърът на жътваря      | 2008 – Издателство: „Бард“. Превод: Валерий Русинов. (ISBN 9545859328)    |                                             |
| 2009                     | Toll the Hounds     | Дан на хрътките         | 2009 – Издателство: „Бард“. Превод: Валерий Русинов. (ISBN 9546550118)    |                                             |
| 2009                     | Dust of Dreams      | Прах от мечти           | 2010 – Издателство: „Бард“. Превод: Валерий Русинов. (ISBN 9546551535)    |                                             |
| 2011                     | The Crippled God    | Сакатият бог            | 2011 – Издателство: „Бард“. Превод: Валерий Русинов. (ISBN 9546552495)    |                                             |

### Трилогия за Карканас (The Kharkanas Trilogy)
След публикуването на седмия роман от поредицата „Малазанска книга на мъртвите“, „Вихърът на жътваря“, издателят му в Англия се съгласява на две трилогии и новели, чието действие се развива в света на Малазан. Това впоследствие води до трилогия – предистория, озаглавена Трилогията за Карканас, чието действие се развива почти триста хиляди години преди събитията от основната поредица, елементи от които той започва да въвежда в „Дан на хрътките“ (Toll the Hounds) и в „Сакатият бог“ (The Crippled God).
Поредицата се занимава с многобройни основополагащи или по-възрастни раси от света Малазан, като разказът е закотвен около обстоятелствата, които в крайна сметка ще доведат до разделянето на расата Тайст. Той хвърля светлина и демистифицира събитията, които често се загатват на фона на „Малазанска книга на мъртвите“. Основно фокусиране върху герои като Аномандър Рейк, Драконус, Готос, К'рул и Худ, главно през очите на второстепенни герои.
Към 2023 г. са публикувани два романа, „Ковачница на мрак“ (Forge of Darkness) (2012) и „Гаснещ зрак“ (Fall of Light) (2016), като третият остава на заден план след първия роман от трилогията „Свидетеля“. В публикация в официалния си акаунт във Фейсбук авторът обяснява, че заради данни, в които се показва, че продажбите са по-малко в сравнение с продажбите на предишните романи и заради креативните разходи, използващи стила на писане, използван в предишните книги, са довели до решението му да си вземе почивка, за да го напише както трябва.
| Година на първо издаване | Заглавие в оригинал | Заглавие на български | Издания на български                                                      | Бележки |
| 2012                     | Forge of Darkness   | Ковачница на мрак     | 2014 – Издателство: „Бард“. Превод: Валерий Русинов. (ISBN 9789546554741) |         |
| 2016                     | Fall of Light       | Гаснещ зрак           | 2017 – Издателство: „Бард“. Превод: Валерий Русинов. (ISBN 9789546557346) |         |

### Трилогия „Свидетеля“ (The Witness Trilogy)
Втората планирана трилогия се съсредоточава около популярния герой Карса Орлонг. Тази трилогия ще е продължение на основната поредица, която според автора се развива десетилетие след основните събития.
Първият роман е озаглавен „Безучастният бог“ (The God is Not Willing), като първото му издание е публикувано през ноември 2021 г.
| Година на първо издаване | Заглавие в оригинал    | Заглавие на български | Издания на български                                                      | Бележки |
| 2021                     | The God is not Willing | Безучастният бог      | 2022 – Издателство: „Бард“. Превод: Валерий Русинов. (ISBN 9786190301370) |         |

### Истории за Бочълайн и Корбал Броуч (The Tales of Bauchelain and Korbal Broach) – новели
Ериксън пише странични истории, съсредоточени върху двама некроманти и техния слуга, герои, които представя в „Спомени от лед“ (Memories of Ice), третият роман от поредицата „Малазанска книга на мъртвите“. Тези странични истории се развиват в света на Малазан, но нямат връзка с общия сюжет на поредицата.
Към 2023 г. са публикувани седем новели, първата през 2002 г., озаглавена „Следва кръв“ (Blood Follows), и последната през 2021 г., озаглавена Upon a Dark of Evil Overlords. През 2009 г. първите три новели са събрани и публикувани заедно в сборника с разкази „Три повести за Малазанската империя“ (The Tales of Bauchelain и Korbal Broach). Той е публикуван на български език през 2013 г. През 2018 г. новели от четвърта до шеста са събрани и публикувани заедно в сборника с разкази The Second Collected Tales of Bauchelain & Korbal Broach.
| Година на първо издаване | Заглавие в оригинал           | Заглавие на български    | Издания на български                                                                                                 | Бележки |
| 2002                     | Blood Follows                 | Следва кръв              | В „Три повести за Малазанската империя“ – 2013 – Издателство: „Бард“. Превод: Валерий Русинов. (ISBN 9789546553645). |         |
| 2004                     | The Healthy Dead              | Здравите мъртъвци        | В „Три повести за Малазанската империя“ – 2013 – Издателство: „Бард“. Превод: Валерий Русинов. (ISBN 9789546553645). |         |
| 2007                     | The Lees of Laughter's End    | Подветрията накрай смеха | В „Три повести за Малазанската империя“ – 2013 – Издателство: „Бард“. Превод: Валерий Русинов. (ISBN 9789546553645). |         |
| 2009                     | Crack'd Pot Trail             |                          | |         |
| 2012                     | The Fiends of Nightmaria      |                          | |         |
| 2016                     | The Wurms of Blearmouth       |                          | |         |
| 2021                     | Upon a Dark of Evil Overlords |                          | |         |

По договорка с издателя си авторът се очаква да напише още две новели с тези герои.

## Трилогия „Своенравното хлапе“ (Willful Child Trilogy)
Ериксън е голям фен на поредицата „Стар Трек“, особено на първата итерация, която смята за своя вход към научната фантастика като цяло. Но той се чувства лишен от някои от по-късните итерации, особено от The Next Generation нататък. В интервю той навлиза в подробности по този въпрос, като заключава, че наред с други неща творческите компромиси са виновни за спада в качеството. Но докато критикува сегашното състояние на поредицата, той потвърждава, че въпреки това все още е фен. Книгата „Своенравното хлапе“ (Willful Child), публикувана през септември 2014 г., е „отговорът“ на писателя на прекомерно използваните тропи и карикатура на капитан Кърк като герои в научната фантастика, като главният герой, капитан Хардиан, е най-разпознаваемото отражение. Въпреки че романът е пародия на научната фантастика като цяло, той често е пълен с трогателни социални коментари.
The Wrath of Betty, втората книга от поредицата, е публикувана през 2016 г.
| Година на първо издаване | Заглавие в оригинал  | Заглавие на български | Издания на български                                                     | Бележки |
| 2014                     | The Willful Child    | Своенравното хлапе    | 2016 – Издателство: „Сиела“. Превод: Емануил Томов (ISBN 9789542821915). |         |
| 2016                     | Wrath of Betty       |                       |                                                                          |         |
| 2018                     | The Search for Spark |                       |                                                                          |         |

## Rejoice, A Knife to the Heart
След като е написал три милиона думи, обхващащи фентъзи поредици и след като се е справил с всички тропи, които идват с него, Ериксън се чувства обезчувствен от повечето произведения в жанра, поради което предпочита да чете научна фантастика. Повече от десетилетие той също има стремежи да напише научнофантастичен роман за първи контакт между извънземни и хора (често срещана тема в научнофантастичните романи). През 2017 г. базираният в Обединеното кралство издател Gollancz разкрива в прессъобщение, че са придобили правото върху този проект, озаглавен Rejoice, A Knife to the Heart. В Канада, правао за публикуване имат Promontory Press Inc.
Подобно на своята фентъзи работа, писателят разкрива, че ще си играе с и ще преобръща конвенциите и ще демонтира няколко тропа. Неговото мнение е, че твърде често нахлуващите извънземни ще търсят контакт с авторитетна фигура, някой с власт. Целта му е да преобърне това, като попита какво ще се случи, ако извънземните осъществят контакт с някой напълно противоположен. 
Романът в Англия е издаден на 16 октомври 2018 г. и е приет с одобрение от критиката, като авторът на научна фантастика Робърт Сойер похвалва концепцията и изпълнението му. 